# Project Blue Book
Project Blue Book (Projekt Błękitna Księga) – zakończony wojskowy projekt Armii Stanów Zjednoczonych, dotyczył wyłącznie obserwacji Niezidentyfikowanych Obiektów Latających, zwanych w skrócie UFO. Był zapoczątkowany w 1952 i trwał nieprzerwanie do stycznia 1970. W grudniu 1969 wydano rozkaz zakończenia tego projektu.
Do zakończenia projektu przebadano 12 618 przypadków UFO, z czego większość została uznana za naturalne zjawiska lub samoloty (i inne pojazdy latające wytworzone przez człowieka), kilka za oszustwa, a 701 za niewyjaśnione (ok. 6% przypadków). Raporty zostały odtajnione na mocy amerykańskiego Freedom of Information Act (Zasada Jawności Informacji Publicznej), ale bez informacji dot. świadków.

## Dowódcy projektu
- kapitan Ruppelt: 1952 – 1953 (luty)
- brak stałego dowódcy: 1953 (luty) –1954 (marzec)
- kapitan Charles Hardin: 1954 (marzec) – 1955
- kapitan Gregory: 1956 – 1958
- major Friend: 1958 – 1963
- major Quintanilla: 1963 (sierpień) – 1970 (styczeń)

## Specjalny raport nr 14 Projektu Błękitnej Księgi
W 1955 roku Armia Stanów Zjednoczonych ujawniła kompleksowy raport, który zawierał 3200 przypadków (przypadki do 1954) na krótko przed odejściem kapitana Edwarda Ruppelta. Można dziś śmiało określić, że jest to najobszerniejszy raport dotyczący UFO w historii. W przygotowaniu raportu brało udział czterech naukowców m.in. dr Josef Allen Hynek.
W raporcie przypadki UFO podzielono na: „zidentyfikowane”, „niezidentyfikowane” i „niewystarczające dane” oraz nadano im wiarygodność (od wysokiej do niskiej). Przy zakwalifikowaniu danego raportu do kategorii „niezidentyfikowane” wszyscy czterej naukowcy musieli tak typować, inaczej przechodził do innej kategorii.